# Charles Eyckpark
Het Charles Eyckpark is een stadspark langs de Maas in de wijk Céramique in het centrum van de Nederlandse stad Maastricht. Het vrij nieuwe park is genoemd naar de Limburgse schilder en beeldhouwer Charles Eyck.

## Ligging
Het Charles Eyckpark strekt zich uit vanaf de Maaspunttoren in zuidelijke richting langs de oostoever van de Maas tot aan het Bonnefantenmuseum. De westelijke begrenzing wordt gevormd door de rivier de Maas en de parallel daaraan lopende Maaspuntweg. De oostelijke begrenzing wordt gevormd door het 300 meter lange appartementengebouw Stoa, in de jaren 1990 ontworpen door de Zwitserse architect Luigi Snozzi.
Aan de noordzijde wordt het park gescheiden van Plein 1992 door een strook bebouwing (onder andere de 'Bordenhal' van Toneelgroep Maastricht en het Centre Céramique) en een gracht die uitloopt in een vijver. Aan de noordwestzijde wordt het park via de voetgangers- en fietsersbrug de Hoge Brug verbonden met het Stadspark en de Maastrichtse Binnenstad op de westelijke Maasoever.
De belangrijkste ontsluitingsweg van het park is de Maaspuntweg, vroeger een verscholen weg langs een hoge fabrieksmuur, nu een druk bewandelde route tussen de stadsdelen Wyck en Randwyck, waar ook fietsers gebruik van maken. Andere paden zijn uitsluitend bedoeld voor wandelaars. In het langgerekte Stoa-gebouw bevinden zich op twee punten poortdoorgangen, die het park met de achterliggende straten verbinden.

## Ontwerp

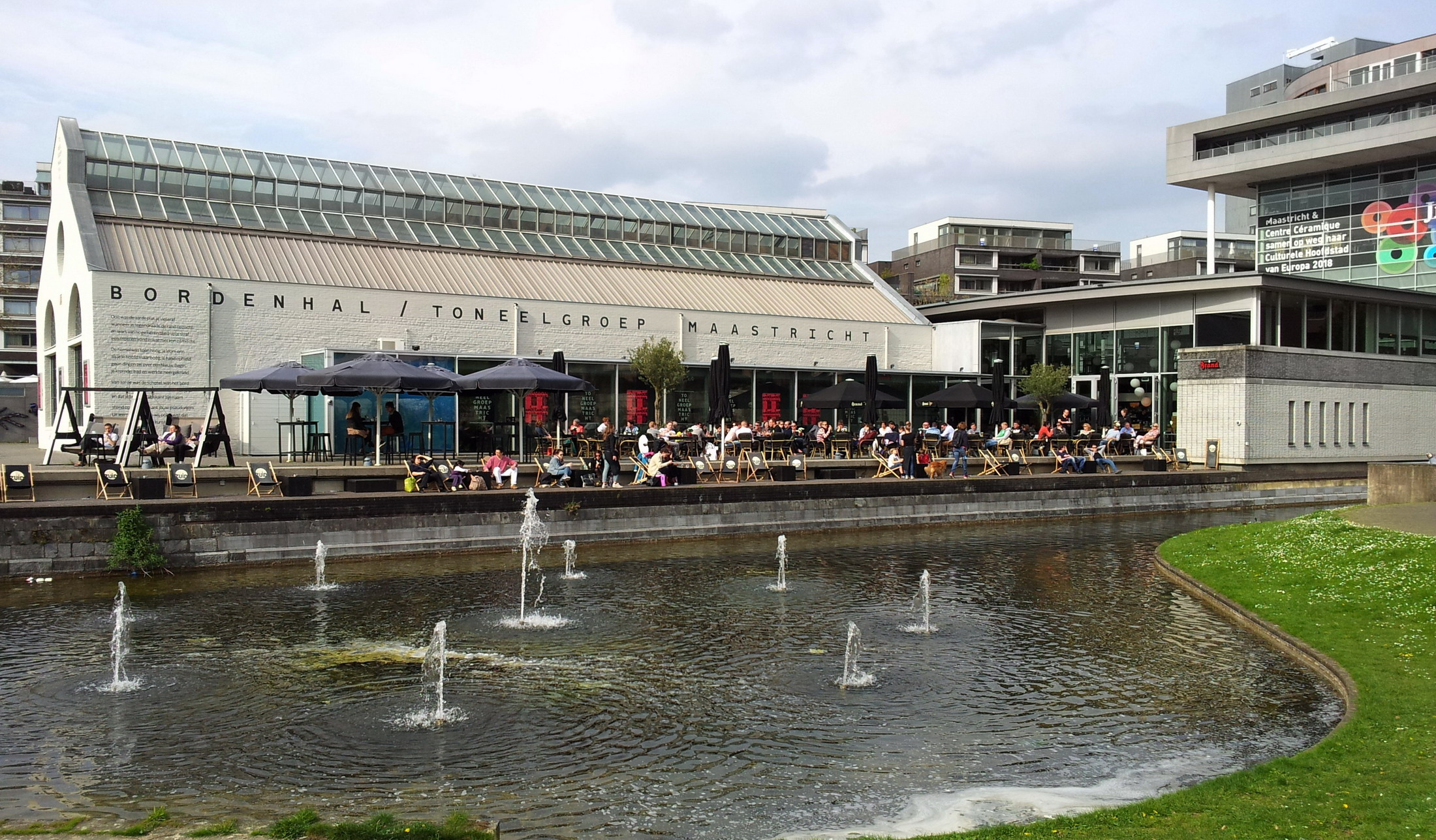
Zicht op de vijver in het noordelijk parkdeel

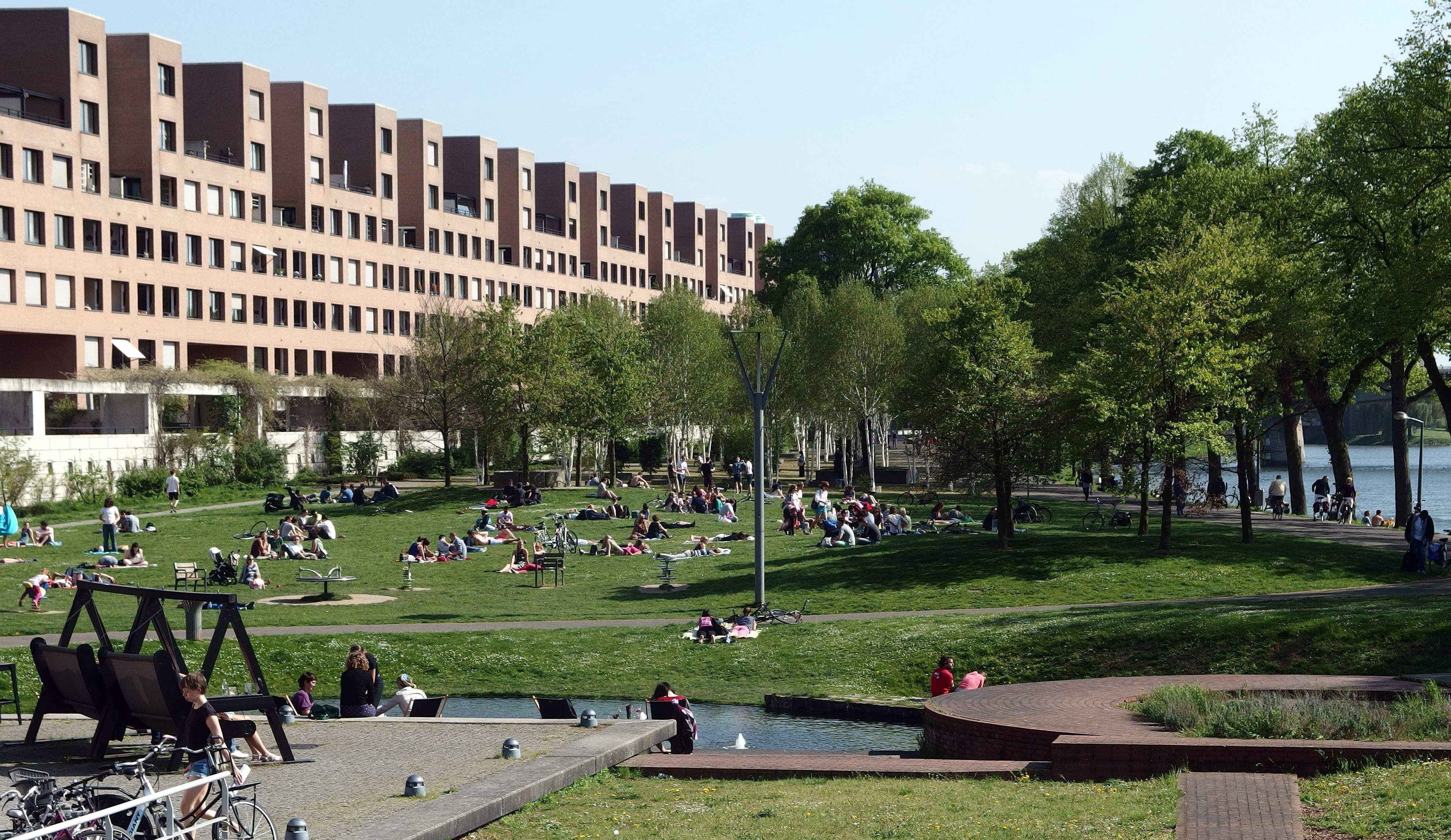
Het park vanaf het terras van Café Zuid. Links de Stoa

Het Charles Eyckpark werd eind jaren negentig aangelegd op een deel van het terrein van de aardewerkfabriek Société Céramique. De langgerekte 'taartpunt' tussen het gebouw de Stoa en de Maas kreeg van de architect Jo Coenen, de maker van het masterplan voor het voormalige fabrieksterrein, al gauw de bestemming park. Het Charles Eyckpark moest in het plan van Coenen de verbinding gaan vormen tussen de 'noordknoop' (het latere Plein 1992) en de 'zuidknoop' (omgeving Bonnefantenmuseum). Tegelijkertijd zou het park een spiegeling van de westelijke Maasoever worden, waar het Stadspark zich uitstrekt langs de middeleeuwse Onze-Lieve-Vrouwewal. Ten slotte bood de aanleg van het park de mogelijkheid een deel van de opgegraven Recentoren met aansluitende muren, onderdeel van de vestingwerken van Wyck, te behouden en in te bedden in een groene omgeving. De vijver langs de noordrand van het park volgt min of meer de loop van de middeleeuwse stadsgracht van Wyck.
Het ontwerp van het park werd gemaakt door de Zweedse landschapsarchitect Gunnar Martinsson, in samenwerking met het bureau Taken Landschapsplanning uit Roermond. Martinsson handhaafde de Maaspuntweg met de rij lindebomen langs de Maas, maar scheidde de voetgangers van de fietsers door de oude laan in twee niveaus en met verschillende materialen te bestraten. Hij voegde een tweede noordzuidroute toe langs de weelderig begroeide, betonnen pergolamuur, die over de gehele lengte van de Stoa de oostelijke parkbegrenzing vormt.
Een tweetal oost-west lopende wandelpaden sluiten aan op smalle poortdoorgangen onder het Stoa-gebouw. Deze loodrecht op de Stoa lopende paden delen het park in drie zones. De brede noordelijke zone bestaat grotendeels uit grasveld. In het midden daarvan ligt een heuvel beplant met enkele bomen; aan de noordrand loopt het grasveld af richting de vijver, waarin enkele fonteinen zijn geplaatst. Op de mergelstenen vestingmuurrestanten, die zijn afgewerkt met contrasterend rood metselwerk, kan gelopen en gezeten worden. In dit parkdeel bevindt zich ook een molensteen, eigenlijk een maalvloer van een kollergang, een restant van de Société Céramique.
Centraal in de middenzone staat een oude esdoorn. Dit deel van het park wordt verder gekenmerkt door een grindvlakte waarin clusters berken, wilgen en meelbesstruiken zijn geplant, de laatste in betonnen kuipen. De betonnen kuipen zetten zich voort in het smalle zuidelijk parkdeel, dat met klinkers is bestraat, en verbonden is met de terrasruimte bij het Bonnefantenmuseum.

## Fotogalerij

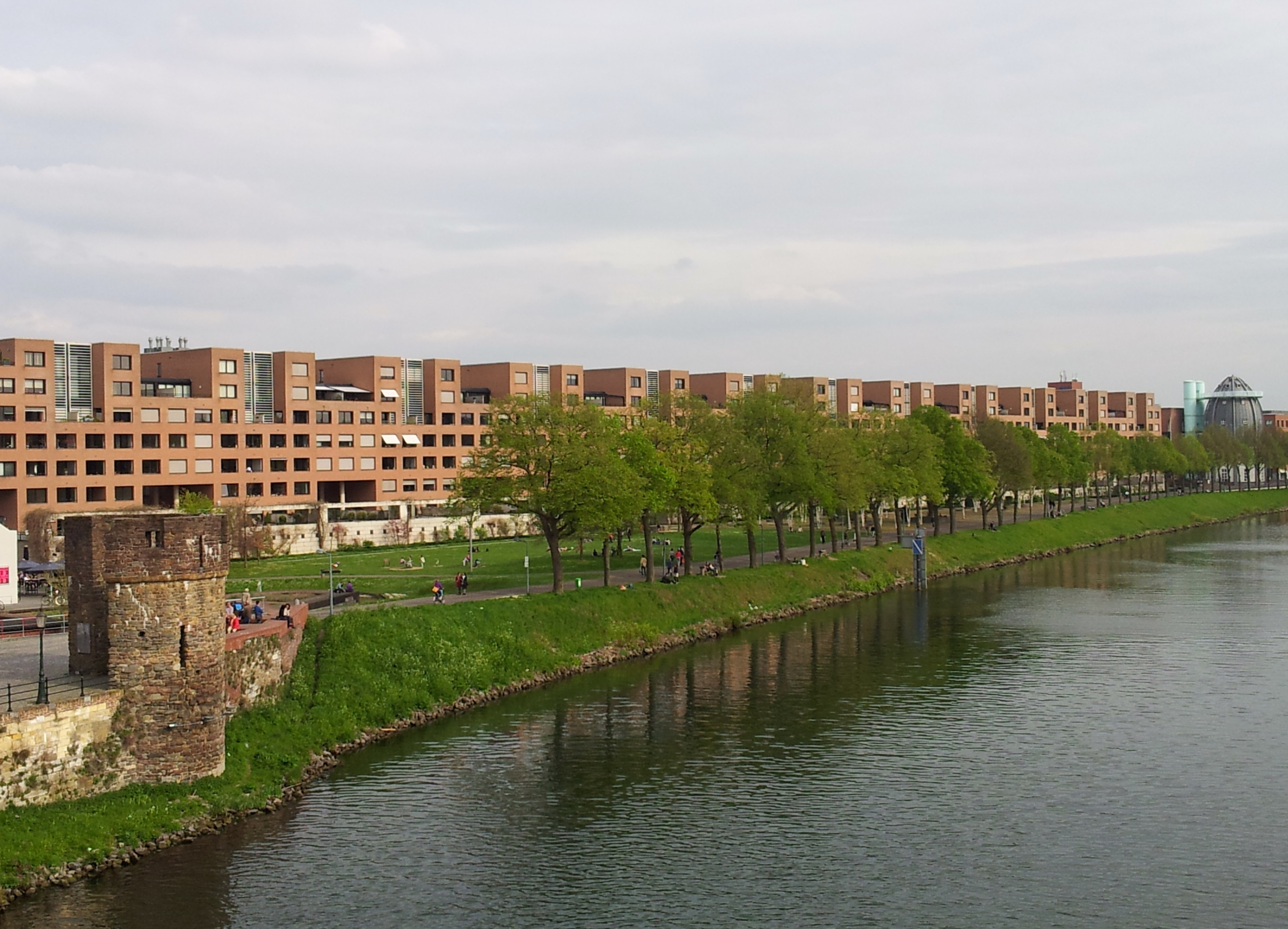
Gezicht vanaf de Hoge Brug
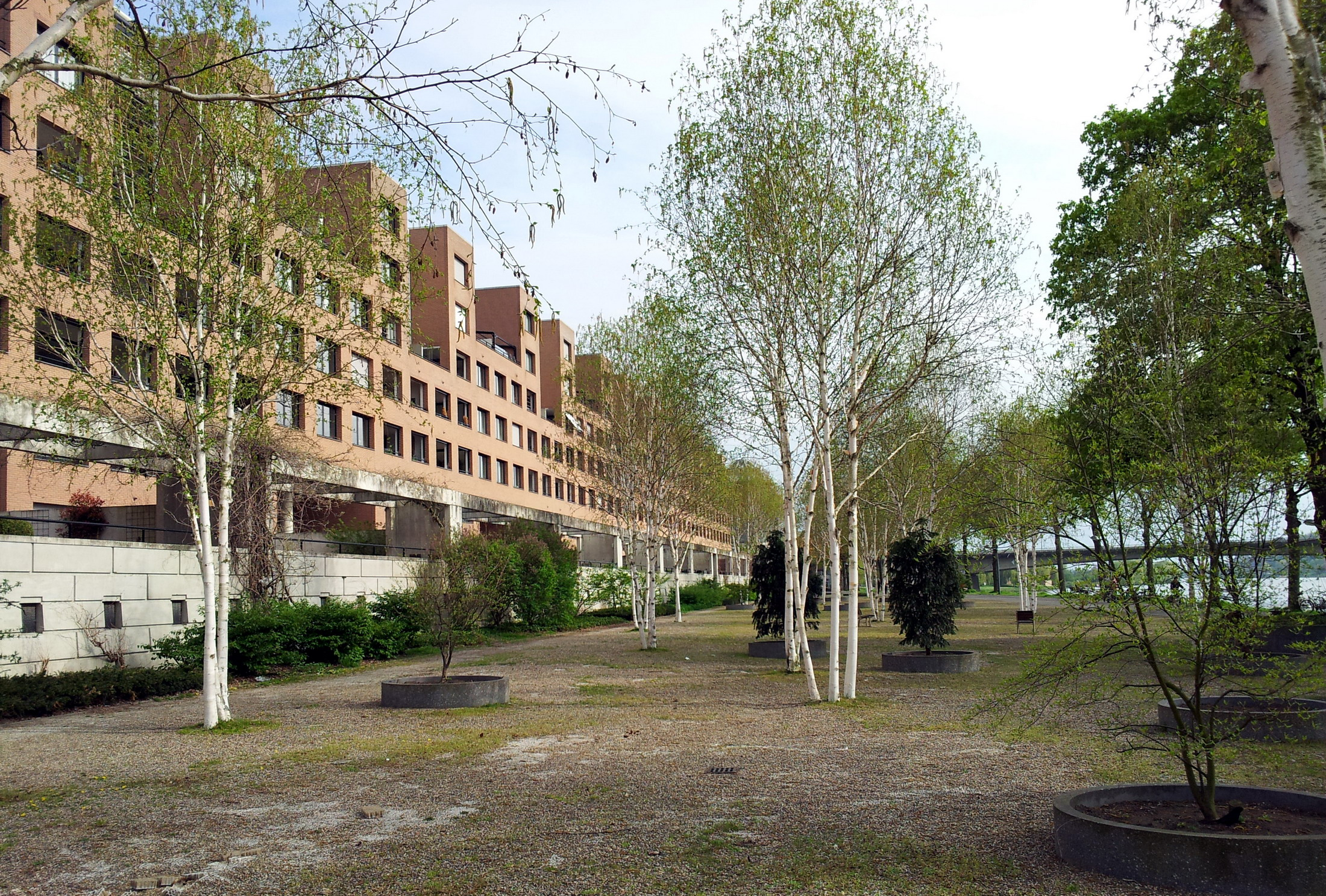
Middendeel park en Stoa
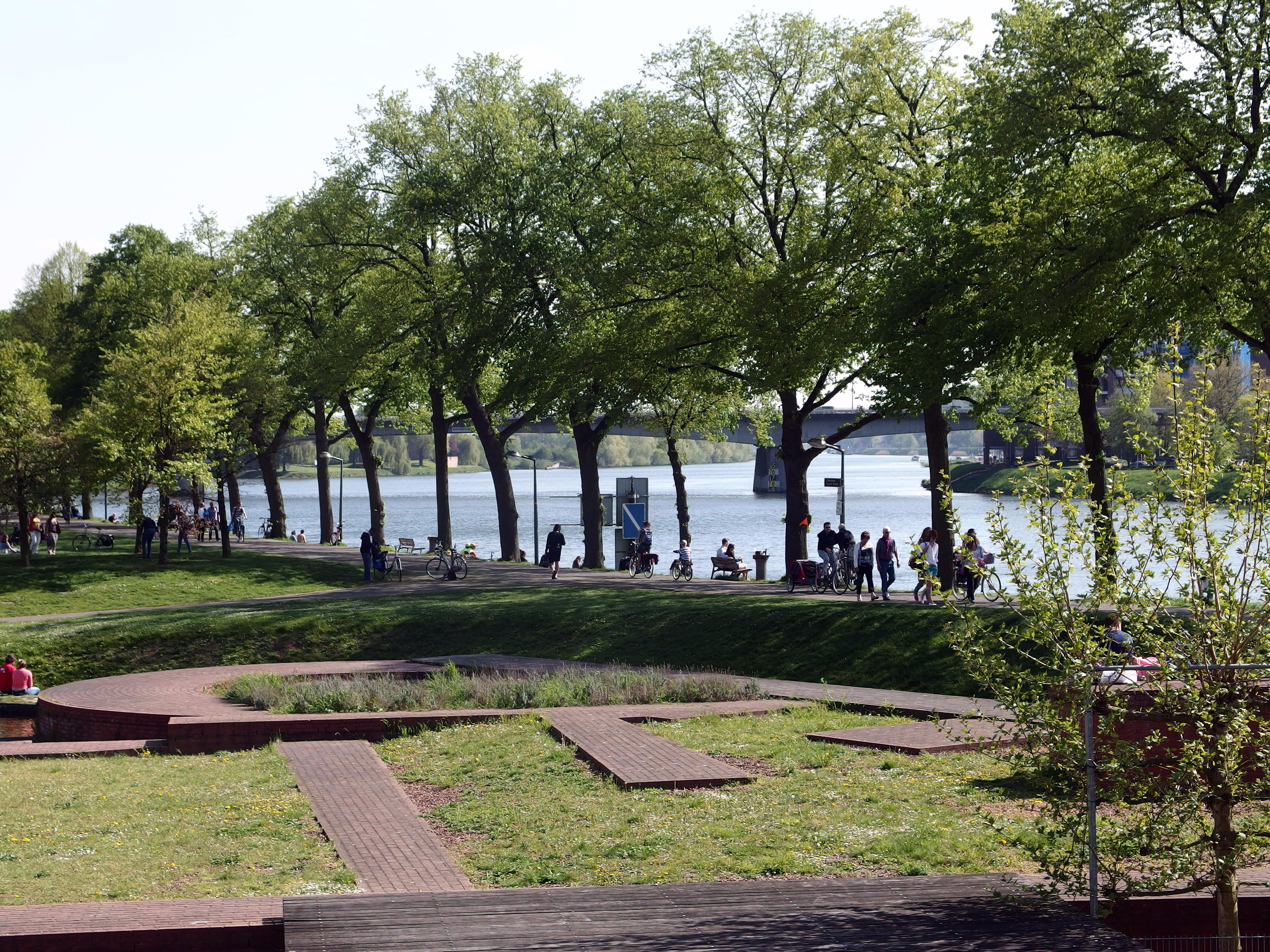
Restant Recentoren
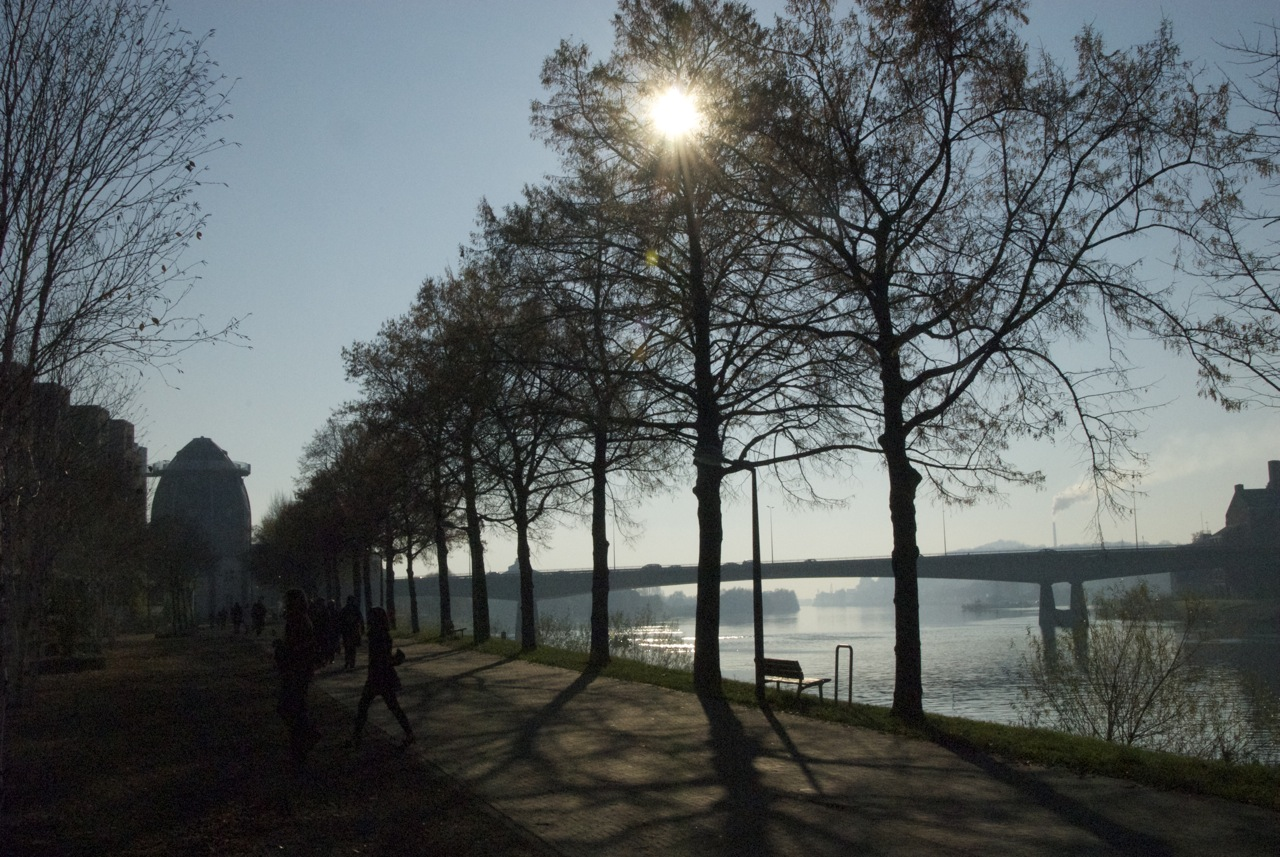
Maaspuntweg bij avond